# A Rose Among the Briars
A Rose Among the Briars è un cortometraggio muto del 1915. Il nome del regista non viene riportato nei credit del film che, prodotto dalla Balboa Amusement Producing Company e distribuito dalla Pathé Exchange, aveva come interpreti Jackie Saunders e Frank Mayo.

## Produzione
Il film fu prodotto dalla Balboa Amusement Producing Company.

## Distribuzione
Distribuito dalla Pathé Exchange, il film - un cortometraggio di tre bobine - uscì nelle sale cinematografiche statunitensi il 9 dicembre 1915.